# Xã Red Oak, Quận Montgomery, Iowa
Xã Red Oak (tiếng Anh: Red Oak Township) là một xã thuộc quận Montgomery, tiểu bang Iowa, Hoa Kỳ. Năm 2010, dân số của xã này là 6.124 người.